# ویرا رینولدز
ویرا رینولدز (انگلیسی: Vera Reynolds؛ ‏ ۲۵ نوامبر ۱۸۹۹ – ۲۲ آوریل ۱۹۶۲) بازیگر اهل ایالات متحده آمریکا بود.
از فیلم‌هایی که وی در آن‌ها نقش داشته‌است، می‌توان به دردسرهای لوک در تراموا، ترجیحاً فولاد و  دردسر اشاره نمود.